# Fletcher (Oklahoma)
Fletcher – miasto w Stanach Zjednoczonych, w stanie Oklahoma, w hrabstwie Comanche.